# Diocesi di David
La diocesi di David (in latino Dioecesis Davidensis) è una sede della Chiesa cattolica a Panama suffraganea dell'arcidiocesi di Panama. Nel 2021 contava 445.550 battezzati su 506.000 abitanti. È retta dal vescovo Luis Enrique Saldaña Guerra, O.F.M.

## Territorio
La diocesi comprende l'intera provincia panamense di Chiriquí e i distretti di Besiko, Mironó, Nole Duima e Müna della comarca di Ngäbe-Buglé.
Sede vescovile è la città di David, dove si trova la cattedrale di San Giuseppe.
Il territorio è suddiviso in 26 parrocchie.

## Storia
La diocesi è stata eretta il 6 marzo 1955 con la bolla Amantissimus Deus di papa Pio XII, ricavandone il territorio dall'arcidiocesi di Panama.
Il 17 ottobre 1962 ha ceduto una porzione di territorio a vantaggio dell'erezione della prelatura territoriale di Bocas del Toro.

## Cronotassi dei vescovi
Si omettono i periodi di sede vacante non superiori ai 2 anni o non storicamente accertati.
- Tomás Alberto Clavel Méndez † (24 luglio 1955 - 3 marzo 1964 nominato arcivescovo di Panama)
- Daniel Enrique Núñez Núñez † (4 giugno 1964 - 11 gennaio 1999 deceduto)
- José Luis Lacunza Maestrojuán, O.A.R. (2 luglio 1999 - 15 febbraio 2024 ritirato)[2]
- Luis Enrique Saldaña Guerra, O.F.M., dal 15 febbraio 2024

## Statistiche
La diocesi nel 2021 su una popolazione di 506.000 persone contava 445.550 battezzati, corrispondenti all'88,1% del totale.
| anno | popolazione | popolazione | popolazione | presbiteri | presbiteri | presbiteri | presbiteri                | diaconi | religiosi | religiosi | parrocchie |
| anno | battezzati  | totale      | %           | numero     | secolari   | regolari   | battezzati per presbitero | diaconi | uomini    | donne     | parrocchie |
| ---- | ----------- | ----------- | ----------- | ---------- | ---------- | ---------- | ------------------------- | ------- | --------- | --------- | ---------- |
| 1966 | 230.400     | 240.000     | 96,0        | 32         | 6          | 26         | 7.200                     |         | 26        | 43        | 19         |
| 1970 | 213.000     | 236.253     | 90,2        | 34         | 9          | 25         | 6.264                     |         | 25        | 46        | 25         |
| 1976 | 235.000     | 260.000     | 90,4        | 36         | 4          | 32         | 6.527                     |         | 48        | 48        | 26         |
| 1980 | 259.800     | 294.800     | 88,1        | 44         | 2          | 42         | 5.904                     |         | 52        | 54        | 25         |
| 1990 | 354.079     | 382.310     | 92,6        | 40         | 7          | 33         | 8.851                     |         | 41        | 59        | 29         |
| 1999 | 335.000     | 374.000     | 89,6        | 42         | 9          | 33         | 7.976                     | 11      | 41        | 50        | 29         |
| 2000 | 340.000     | 380.000     | 89,5        | 43         | 12         | 31         | 7.906                     | 12      | 41        | 50        | 30         |
| 2001 | 348.000     | 418.000     | 83,3        | 44         | 10         | 34         | 7.909                     | 13      | 47        | 45        | 30         |
| 2003 | 345.000     | 385.000     | 89,6        | 46         | 9          | 37         | 7.500                     | 12      | 47        | 50        | 30         |
| 2004 | 345.000     | 390.000     | 88,5        | 53         | 17         | 36         | 6.509                     | 11      | 46        | 56        | 32         |
| 2006 | 351.000     | 396.000     | 88,6        | 53         | 17         | 36         | 6.622                     |         | 42        | 56        | 34         |
| 2016 | 415.480     | 471.000     | 88,2        | 47         | 14         | 33         | 8.840                     | 6       | 37        | 53        | 26         |
| 2019 | 433.160     | 492.000     | 88,0        | 51         | 16         | 35         | 8.493                     | 6       | 39        | 53        | 26         |
| 2021 | 445.550     | 506.000     | 88,1        | 51         | 16         | 35         | 8.736                     | 11      | 35        |           | 26         |